# Luzy
Luzy este o comună în departamentul Nièvre din centrul Franței. În 2009 avea o populație de 2.018 de locuitori.

## Evoluția populației
| An        | 1975  | 1982  | 1990  | 1999  | 2006  | 2009  |
| --------- | ----- | ----- | ----- | ----- | ----- | ----- |
| Populație | 2.639 | 2.746 | 2.422 | 2.234 | 2.054 | 2.018 |